# Frank van Aken
Frank van Aken (Laren, 5 december 1965) is een Nederlandse operazanger met het stemvak heldentenor.
Frank van Aken studeerde zang aan het Koninklijk Conservatorium in Den Haag en bij de Amerikaanse tenor James McCray . In 1994 won hij het Cristina Deutekom Concours. Een jaar later maakte hij zijn debuut als Macduff in Macbeth bij de Nederlandse Reisopera in Enschede. In hetzelfde jaar maakte hij zijn internationale debuut in Rome als Cavaradossi in Tosca. In 1996 had hij een contract bij het Staatstheater van Meiningen. Van 1997 tot 2000 was de tenor vast lid van het ensemble van de Deutsche Oper am Rhein in Düsseldorf. Daar was hij onder andere te horen en te zien als Lohengrin, Erik, Stolzing, Radames, Siegmund en Parsifal. Als gast zong hij in Berlijn, München, Stuttgart, Straatsburg, Bayreuth, Londen enz. Sinds het seizoen 2006/07 maakte hij deel uit van het Frankfurt Opera ensemble.
Frank van Aken is getrouwd met de sopraan Eva-Maria Westbroek .

## Discografie
- Joseph Haydn : The Conflagration (1992, Brillant Classic)
- Aribert Reimann: Lear (2008, OC 921)
- Giuseppe Verdi Messa da Requiem (MDG)

Dvd's
- Karl Amadeus Hartmann: Simplicius Simplicissimus (2005, Arthaus)

## Links
- Werk van Frank van Aken in de catalogus van de Nationale Bibliotheek van Duitsland
- De website van Frank van Aken
- Frank van Aken op de website van het Staatstheater van Stuttgart[dode link]

- Gemeinsame Normdatei: 135476720
- International Standard Name Identifier: 0000 0000 5557 8679
- Library of Congress Control Number: no2007084661
- MusicBrainz: 7baba898-b5fe-4102-a450-b8400316b297
- Nationale Bibliotheek van Israël: 987007339410505171
- Virtual International Authority File: 49010752
- WorldCat: E39PBJf48ry3m9WJPyMrQy3RKd